# 燦燦
『燦燦』（さんさん）は、三浦大知の29枚目のシングル。2022年6月8日にSONIC GROOVEから発売された。
表題曲「燦燦」は、NHKの連続テレビ小説『ちむどんどん』の主題歌として書き下ろされ、2022年4月11日に配信リリース。カップリング曲「新呼吸」は、NHK『みんなのうた』で放送され、2021年12月8日に配信リリースされた。

## 概要

### 燦燦
2022年3月29日に放送されたNHK総合『5夜連続生放送 春よ、来い!』で初披露され、同年5月9日、YouTubeにてミュージック・ビデオ（MV）が公開された。
三浦は同曲を制作するにあたり、まずアップテンポ、ミッド、バラードの3曲を作り、『ちむどんどん』のスタッフに、ドラマでは沖縄の様々な側面が描かれると聞いて、沖縄のすべてを包み込むようなバラードに決まった。
歌詞については、『ちむどんどん』のプロットを読んで第一稿を提出したが、番組スタッフの「この作品はドラマが終わっても残る曲ですから、もっとご自身の言葉で書いていいですよ」との言葉を受け、その後はプロットを読まず、自分にとっての「家族の光」をテーマに、前年に他界した三浦の祖母に手紙を書くように制作を進めた。三浦は歌詞を何度も書き直しながらも、祖母からの言葉をもとにした「大丈夫 ほら 見ていて」というフレーズは変えずに歌詞を書き上げた。
当初は、歌詞にある「順光線」から取って『順光』というタイトルだったが、家族から受ける愛=背中に降り注ぐ光を表現できる言葉として、また、三浦の祖母が好きだった曲、美空ひばりの『愛燦燦』から取り、『燦燦』に改題した。
三浦は同曲について、「とてもあたたかな光を感じられる“手紙”のような1曲、『燦燦』が完成しました。みなさんの心のそばにそっと置いてもらえるような、そして聴いてくださったみなさんが大切な人へ贈りたくなるようなそんな曲になれば嬉しいなと思います」とコメントしている。
DVDとBlu-rayには、紀尾井ホールで公開収録された、三浦がオーケストラと共に同曲を1曲だけ披露する「燦燦 -1 Song Hall Live with Orchestra-」が収録されており、2022年7月1日にYouTubeで公開された。
同曲は、第113回ザテレビジョンドラマアカデミー賞 ドラマソング賞を受賞。受賞理由として「語りかけるようなボーカル」「一日の始まりを感じさせる歌詞」を挙げている。

### 新呼吸
2021年12月から2022年1月の『みんなのうた』でアニメーション映像と共に放送。同映像は、三浦の振付をもとに、映像作家のユージンによって制作された。
2022年6月1日、三浦が「Moffu」（モッフー）というキャラクターと共に踊るMVがYouTubeで公開された。このモッフーの正体は、三浦と長い共演歴があり親交の深いs**t kingzのメンバーNOPPOであることが、同月6日に行われたインスタライブで明かされた。

## 収録トラック
| 全作詞: 三浦大知、全作曲: UTA、三浦大知。 |                           |          |                |      |
| #                                         | タイトル                  | 作詞     | 作曲・編曲     | 時間 |
| 1.                                        | 「燦燦」                  | 三浦大知 | UTA 、三浦大知 | 4:24 |
| 2.                                        | 「新呼吸」                | 三浦大知 | UTA 、三浦大知 | 3:41 |
| 3.                                        | 「燦燦 -Instrumental-」   | 三浦大知 | UTA 、三浦大知 | 4:24 |
| 4.                                        | 「新呼吸 -Instrumental-」 | 三浦大知 | UTA 、三浦大知 | 3:32 |
| 合計時間:                                 | 合計時間:                 | 16:01    |                |      |

| 全監督: Hirotaka Shimizu。 |                                            |       |            |      |
| #                          | タイトル                                   | 作詞  | 作曲・編曲 | 時間 |
| 1.                         | 「燦燦 -Music VIdeo-」                     |       |            | 4:55 |
| 2.                         | 「新呼吸 -Music Video-」                   |       |            | 3:50 |
| 3.                         | 「燦燦 -1 Song Hall Live with Orchestra-」 |       |            | 7:58 |
| 合計時間:                  | 合計時間:                                  | 16:43 |            |      |

## クレジット
燦燦
Guitar: Masato Ishinari

Piano: Akira Murata

Bass: Kenshi Takimoto

Strings: Koichiro Muroya Strings

Violin: Koichiro Muroya, Tomomi Tokunaga, Mariko Aikawa, Rina Odera, Tetsuo Tsushima, Yukinori Murata, Teruka Murata, Risa Yamamoto

Viola: Tomoko Shimaoka, Kintaro Hagiya

Cello: Masami Horisawa, Yuki Mizuno
燦燦 -1 Song Hall Live with Orchestra-
Arrangement / Conductor: Neko Saito

Violin Top: Koichiro Muroya

Violin: Tomomi Tokunaga, Mariko Aikawa, Rina Odera, Tetsuo Tsusima, Nao Tohara, Nagisa Sakaki, Risa Yamamoto, Mika Naramura, Yuichi Endo, Riseko Matsui, Sayuri Yano, Teruka Murata, Eriko Ukimura, Daisuke Yamamoto, Momoko Takeda, Ryuto Murao, Yuri Matsumoto

Viola: Masako Mabuchi, Takahiro Enokido, Masaki Shono, Tomoko Shimaoka, Taiki Suzumura, Takagi Mayuko

Cello: Horisawa Masami, Takahiro Yuki, Yuki Mizuno, Yu Miyao, Mao Tomonou, Kaori Imai

Contrabass: Jun Saito, Shigeki Ippon, Koji Akaike, Hirofumi Taniguchi

Harp: Tomoyuki Asakawa

Flute: Hideyo Takakuwa, Mio Noguchi

Oboe: Satoshi Shoji, Akiko Mori

Clarinet: Hideto Naka, Yuki Hamasaki

Fagotto: Osamu Fukui, Maezaki Yuki

Horn: Shun Matsuzaka, Yuji Uesato, Yuka Bando, Yu Kumai

Trumpet: Kenichi Tsujimoto, Shun Ito, Shuichi Kawata

Trombone: Yoichi Murata, Ko Aoki

Bass Trombone: Akari Motohashi

Tuba: Nana Ishimaru

Timpani: Midori Takada

C.Percusion: Mari Kotake, Megumi Nozaki, Ohya Kazumasa
Producer: Toshiyuki Nakamoto (Nouvelle Médias)

Production Assistant: Mami Taguchi (Nouvelle Médias)

Stage Producer: Akira Shimizu (Buddy site)

Stage Manager: Katsunori Sakuma

F.O.H. Engineer: Teruhiko Kitahara (HIBINO CORPORATION)

Lighting Planner: Atsushi Yamazaki (PANDESIGN)

Orchestra Coordination: Yuki Koyama (Face Music Publisher)

Live Recording Mixer & Engineer: Atsushi Matsui

Live Recording Planner: Hiroto Tsuruta (CHERRY GUNS FACTORY)

Hair & Make-up: Takayuki Sato (KIDMAN)

Stylist: Yasuka Lee

## 収録アルバム
| 曲名   | 収録アルバム                                                                     | 発売日        | 備考                 |
| ------ | -------------------------------------------------------------------------------- | ------------- | -------------------- |
| 燦燦   | 『DAICHI MIURA DOCUMENTARY 2019-2023 + SINGLE COLLECTION 2018-2023 “COLOR___S”』 | 2023年4月26日 | シングルコレクション |
| 新呼吸 | 『DAICHI MIURA DOCUMENTARY 2019-2023 + SINGLE COLLECTION 2018-2023 “COLOR___S”』 | 2023年4月26日 | シングルコレクション |